# Déclaration shermanesque

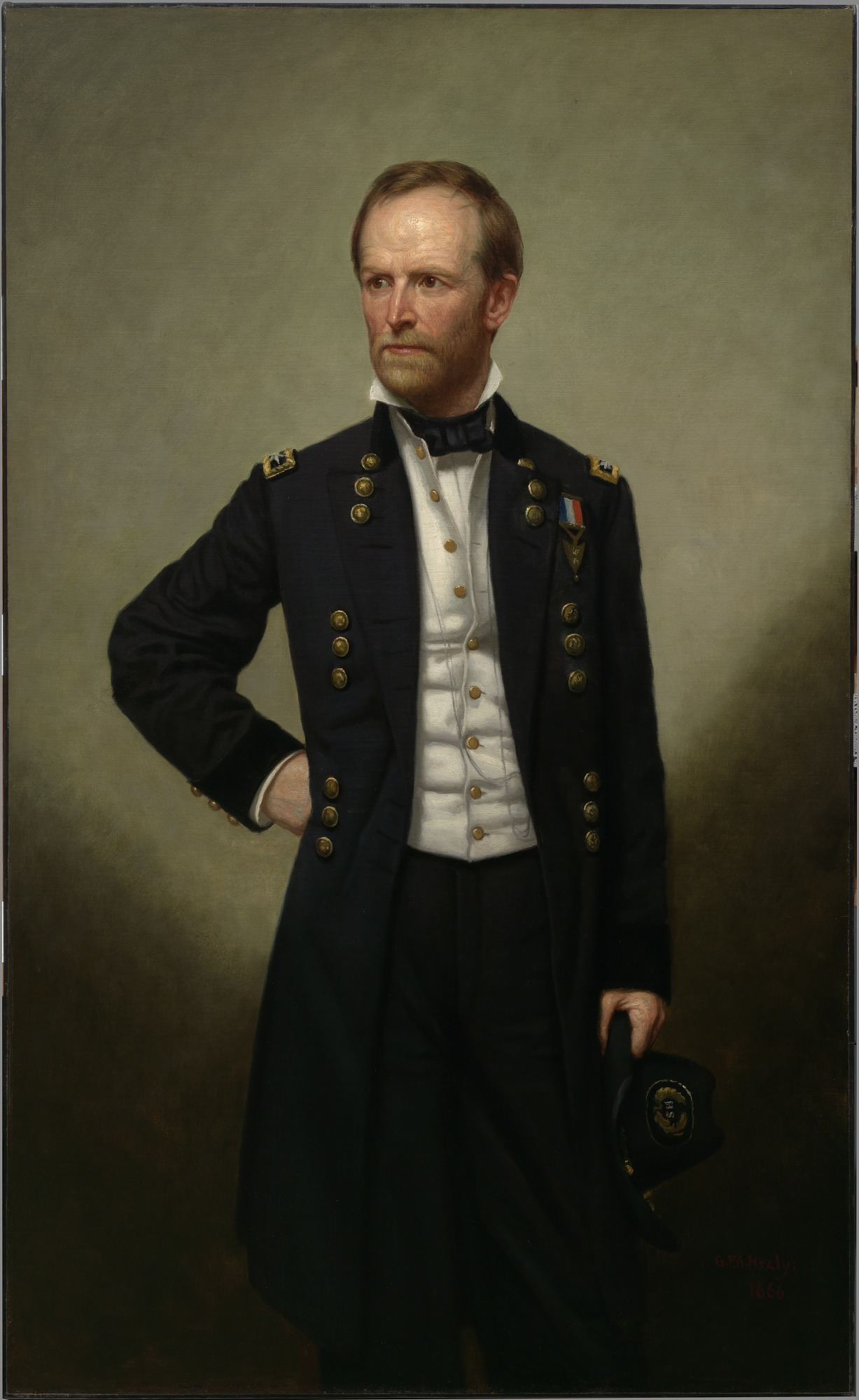
William T. Sherman d'après lequel la déclaration est nommée.

Une déclaration de Sherman (shermanesque) ou un discours de Sherman désigne, dans le jargon politique américain, une déclaration claire et sans équivoque, de la part d'une personnalité publique, indiquant qu'il ou elle ne sera pas candidat à telle position élective.
Le terme dérive du serment de Sherman, une déclaration faite par le général de la guerre de Sécession William Tecumseh Sherman quand il fut considéré comme candidat républicain possible pour l'élection présidentielle de 1884. Il déclina en disant « Je n'accepterai pas si nommé et ne servirai pas si élu.».
Treize ans auparavant, il avait pareillement affirmé : « je déclare ici, en pesant mes mots, que je n'ai jamais été et ne serai jamais candidat à la présidence ; que si je suis pressenti par l'un ou l'autre parti, je devrais péremptoirement refuser ; et que, même élu à l'unanimité, je refuserai de servir,».
Ces déclarations sont souvent résumées ainsi : « Si je suis choisi, je ne serai pas candidat ; si je suis nommé, je refuserai ; si je suis élu, je n'exercerai pas mon mandat,.».

## Exemples
Le 31 mars 1968, le président Lyndon B. Johnson fit la une des journaux en prononçant le serment de Sherman dans un discours national : « je ne chercherai pas, et je n'accepterai pas, la nomination de mon parti pour un autre mandat en tant que président,. »
Le président Franklin D. Roosevelt intervertit les termes du serment de Sherman lors de l'élection présidentielle américaine de 1944, indiquant qu'il s'estimerait obligé de servir s'il était nommé : « Si le peuple m'ordonne de rester à mon poste et de poursuivre cette guerre, j'ai aussi peu le droit de me retirer qu'un soldat d'abandonner son poste sur le front».
Dwight D. Eisenhower voulait « utiliser des mots semblables à ceux de Sherman » quand il fut questionné sur ses intentions à l'approche des présidentielles de 1940, mais il ne le fit pas car il croyait que personne « n'a le droit de déclarer catégoriquement qu'il ne remplira jamais un devoir que son pays pourrait exiger de lui».
Dès lors, les journalistes ont souvent poussé les candidats potentiels à prononcer le serment de Sherman au lieu d'une réponse plus évasive.
En 1983, Mo Udall, représentant  démocrate au Congrès, célèbre pour sa répartie et qui avait fait campagne lors de la présidentielle de 1976, fut questionné pour savoir s'il se présenterait à celle de 1984. Udall répondit : « si je suis nommé, je m'enfuirai au Mexique. Si je suis élu, je me battrai pour ne pas être extradé.»
Interrogé par Fox News pour savoir s'il ferait partie de la course à la présidence en 2008, le vice-président Dick Cheney a repris la déclaration de Sherman presque mot-à-mot.
Quand Ted Strickland, le gouverneur de l'Ohio, apporta son soutien à la candidature d'Hillary Clinton pour la nomination démocrate dans le cadre des élections présidentielles de 2008, il reprit l'engagement de Sherman mot pour mot à propos de ses ambitions pour la vice-présidence. Il l'a réitéré à propos de la vice-présidence de Barack Obama, après que ce dernier ait obtenu la nomination du parti démocrate.
En juin 2004, Alex Salmond ancien leader du parti national écossais, répondant aux questions concernant ses ambitions à la tête du parti, déclarait : « Si nommé je refuserai. Si choisi, je reporterai. Et si élu, je démissionnerai.». Un mois plus tard, il changeait d'avis et tentait sa chance, pour devenir, plus tard, premier ministre d'Écosse.